# شردي جبارين
شردي جبارين (بالعبرية: שרדי ג'בארין‏) (و. 1981  م) هو مخرج، ومنتج أفلام، وكاتب، وفنان، وكاتب سيناريو، وممثل مسرحي إسرائيلي، ولد في تل أبيب.

## حياته
درس التمثيل في كلية الفنون في قسم المسرح وقسم السينما في جامعة تل أبيب من 1999 إلى 2003. شارك في الأفلام والمسرحيات الدولية باللغات الإنجليزية والفرنسية والألمانية والعربية والعبرية. شردي لديه ترشيح واحد لأفضل ممثل عن دوره في فيلم لوالدي. لعب أدوارًا رئيسية في أفلام مثل لوالدي و أيضا حيث أدي دور يسوع في فيلم المخلص (فيلم 2014).
لعب في مسرح كاميري لمدة ثلاث سنوات شارك خلالها في مسرحية «تشابك» التي ظهرت أيضًا في أوروبا وكوريا الجنوبية وجنوب إفريقيا. ثم، من عام 2008، لعب في مسرح هانوي في بوزنان، بولندا، حتى يومنا هذا. أجرى في أفينيون مهرجان المسرح الدولي وفي مسرح هودو في باريس مع ممثلين فرنسيين بارزين مثل جين مورو وإريك الموسنينو.
بالإضافة إلى كونه ممثلًا ، كتب شردي وأخرج وأنتج أفلامًا قصيرة ومقاطع فيديو موسيقية ومسرحيات.

## أعماله

### أفلام
- 2015 أطفال النور ينتظرون جدو - شريدي جبارين
- 2014 المريخ عند شروق الشمس - جيسيكا هابي
- 2013 لعب شخصية السيد المسيح في فيلم «المخلص» - روبرت سافو.
- 2013 كيدون - إيمانويل نكاش
- 2010 ميرال - جوليان شنابل
- 2009 السيدة موسكوفيتس والقطط - جورج جوريفيتز
- 2009 كرمل - عاموس غيتاي
- 2008 عطلة نهاية الأسبوع في تل أبيب - إخراج درور زهافي
- 2008 جسد الأكاذيب - ريدلي سكوت
- 2008 لوالدي - درور زهافي
- 2006 ذا بوبل - إيتان فوكس
- 2005 انتقم لكن واحدة من عيني - آفي مغربي
- 2005 المنطقة الحرة - عاموس جيتاي

### مسرح
- 2011-2012 اليوم السابق لليوم الأخير - شاوبوين، برلين، ألمانيا
- 2010-2012 الموت والعذراء - إخراج جوليانو مير خميس الميدان، حيفا، إسرائيل
- 2009-2010 حروب أبناء النور - من إخراج عاموس غيتاي ، مع جين مورو وإريك إلموسنينو في مهرجان أفينيون ومسرح أوديون، باريس، فرنسا.
- 2008-2010 نهاية أوروبا الثانية، إخراج يانوش Wiśniewski - مسرح Nowy، بوزنان، بولندا
- 2008-2008 جفين بلدي - مسرح الكاميري، تل أبيب ، إسرائيل
- 2006-2008 بلونتر - مسرح كاميري، تل أبيب، إسرائيل
- 2005-2005 الخيمة الحمراء - مسرح سمطا، تل أبيب، إسرائيل
- 2004-2004 مقنعون - المسرح العربي العبري، تل أبيب، إسرائيل
- 2004-2004 شتاء في الحاجز إخراج نولا شيلتون - المسرح العربي العبري، تل أبيب، إسرائيل
- 2003-2004 إنزال قسري - المسرح العربي العبري، تل أبيب، إسرائيل
- 2003 اغتصاب الهبوط - المسرح العربي العبري في يافا

### تلفزيون
- 2013 متلازمة القدس - درور زهافي، إيه آر دي.
- 2012 ميونخ 72 - درور زهافي، زي دي اف.
- 2010-2011 سائق تاكسي - إيثان هانر، إيثان تسور.
- 2010 عمال العرب - شاي كابون.
- مراسم السائق - بقلم إيتان أنار، 2010
- 2009 الحقيقة العارية - أوري بارباش.
- 2008-2008 حسن النوايا - أوري باراباش.

## مخرج، كاتب، منتج
- كتب وأخرج وأنتج الأفلام القصيرة

1. أطفال النور ينتظرون جدو - 2015
2. حالات انقطاع الاتصال - 2015
3. أنا هذا - 2014
4. ملكة جمال برلين - 2013

- كتابة وإخراج وإنتاج مقاطع فيديو موسيقية

1. تبكي الكلاب - 2014
2. كالي - 2013

- كتب المسرحية وأخرجها

1. استاذة النار - 2010

## الترشيحات
- رشح لجائزة أكاديمية السينما الإسرائيلية عن فئة أفضل ممثل لوالدي، 2008.
- رشح لجائزة المسرح الإسرائيلي عن مسرح الكاميري 2008.

## وصلات خارجية
- شردي جبارين على موقع IMDb (الإنجليزية)
- شردي جبارين على موقع ألو سيني (الفرنسية)
- شردي جبارين على موقع ألو سيني (الفرنسية)
- شردي جبارين على موقع أول موفي (الإنجليزية)
- شردي جبارين على موقع قاعدة بيانات الأفلام السويدية (السويدية)
- شردي جبارين على موقع قاعدة بيانات الفيلم (الإنجليزية)
- شردي جبارين على موقع كينوبويسك (الروسية)